# Sandalodesmus bertonii
Sandalodesmus bertonii är en mångfotingart som beskrevs av Filippo Silvestri 1902. Sandalodesmus bertonii ingår i släktet Sandalodesmus och familjen Chelodesmidae. Inga underarter finns listade i Catalogue of Life.